# 葉足烏賊
葉足烏賊（学名：Sepia foliopeza）为烏賊科烏賊屬下的一个种。

## 扩展阅读
- 維基物種上的相關：葉足烏賊